# (400263) 2007 RP137
(400263) 2007 RP137 es un asteroide perteneciente al cinturón exterior de asteroides, descubierto el 14 de septiembre de 2007 por el equipo del Lowell Observatory Near-Earth-Object Search desde la Estación Anderson Mesa (condado de Coconino, cerca de Flagstaff, Arizona, Estados Unidos).

## Designación y nombre
Designado provisionalmente como 2007 RP137.

## Características orbitales
2007 RP137 está situado a una distancia media del Sol de 3,970 ua, pudiendo alejarse hasta 5,049 ua y acercarse hasta 2,892 ua. Su excentricidad es 0,271 y la inclinación orbital 1,725 grados. Emplea 2890,17 días en completar una órbita alrededor del Sol.

## Características físicas
La magnitud absoluta de 2007 RP137 es 15,5.